# Dorothy Needham
Dorothy Mary Moyle Needham (Londen, 22 september 1896 — Cambridge, 22 december 1987) was een Brits biochemicus. 

## Biografie
Dorothy Mary Moyle Needham is geboren op 22 september 1896 in Londen als dochter van John Thomas Moyle en Ellen Daves. Ze kreeg les aan Claremont College Stockport, de privéschool van haar tante Agnes Daves. Het was haar tante die haar motiveerde om het toelatingsexamen voor de universiteit af te leggen. Ze studeerde van 1915 tot en met 1919 aan Girton College. Vervolgens ging ze middels een beurs onder Frederick Gowland Hopkins als onderzoeker aan de slag bij het Sir William Dunn Institute of Biochemistry van de Universiteit van Cambridge. Daar deed ze samen met Walter Fletcher onderzoek naar de effecten van melkzuur. In 1923 behaalde ze haar master of art. In 1924 ontving ze de Gamble-prijs voor een artikel over de chemische samenstelling, functie en structuur van verschillende soorten skeletspierweefsel. In hetzelfde jaar trouwde ze met Joseph Needham. In 1930 behaalde ze haar PhD. In de aanloop daartoe deed ze onderzoek naar de stofwisseling van barnsteenzuur, appelzuur en fumaarzuur in spierweefsel. Inclusief hun vorming vanuit de aminozuren asparaginezuur en glutaminezuur. Ze ontdekte wanneer de twee aminozuren onder aerobe omstandigheden aan fijngemalen spierweefsel toegevoegd worden meer barnsteen-, appel- en fumaarzuur vormde. Echter waren in water oplosbare stikstofbindingen en ammonium geen bijproducten, wel werd geconstateerd dat er meer zuurstof opgenomen werd zonder dat daarbij oplosbare stikstofbindingen vrijkwamen. Wel was er een reductie in de hoeveelheid asparaginezuur. 
Van 1928 tot en met 1940 gaf ze les aan de Universiteit van Cambridge maar gaf ze ook colleges in andere landen, waaronder België, Frankrijk en de Verenigde Staten. Dit is ook de periode waarin haar belangrijkste wetenschappelijke werk tot stand kwam. Zowel Otto Fritz Meyerhof, Otto Heinrich Warburg als Needham verduidelijkte toen onafhankelijk van elkaar de werking van het chemisch proces waarbij glucose in cellen omgezet wordt in adenosinetrifosfaat. Ten tijde van de Tweede Wereldoorlog maakte ze onderdeel van een team onder leiding van Malcolm Dixon dat zich bezig hield met de chemische verdediging. Ook onderzocht ze de effecten van chemische wapens — waaronder mosterdgas — op de stofwisseling van de huid en beenmerg. In 1944 reisde ze samen met haar man naar China waar ze een positie kreeg als wetenschappelijk adviseur op de britse ambassade aldaar. Datzelfde jaar kreeg ze tuberculose waar ze pas van zou genezen na haar terugkeer aan het Sir William Dunn Institute. Een hooggeplaatste positie aan dit instituut zou ze nimmer bekleden. In 1945 behaalde ze de graad doctor of science en in 1948 werd ze lid van de Royal Society.
Om haar onderzoek ondanks een persoonlijk budget vanuit de universiteit te kunnen bekostigen moest ze telkens beurzen binnenslepen. In de periode 1946 tot en met 1952 deed ze onderzoek naar enzymen door een beurs die ze had kregen van de Medical Research Council. In 1952 wilde ze hun beurs niet voor een derde maal verlengen maar kon ze via het Broodbank Fund van de universiteit toch financiering krijgen. Vervolgens deed ze tot en met 1962 onderzoek naar glad spierweefsel voor de Agricultural Research Council. In 1963 ontving ze de Philip Leverhulme-prijs. Datzelfde jaar ging ze met pensioen maar ze bleef zich wel inzetten voor de wetenschap. In 1967 begon ze aan haar hoofdwerk getiteld Machina carnis dat werd uitgegeven in 1971. Dit boek was een historisch overzichtswerk over de biochemische processen tijdens spiersamentrekking.
Op 22 december 1987 kwam ze op 91-jarige leeftijd, in haar huis in Cambridge te overlijden.

## Publicaties (selectie)
- Machina Carnis: the Biochemistry of Muscular Contraction in Its Historical Development (1971).
- The biochemistry of muscle (1932).